# Bataille de Drépane
Vous lisez un « article de qualité » labellisé en 2023.
Première guerre punique
Batailles
- Messine
- Agrigente
- Îles Lipari
- Pointe d'Italie
- Mylae
- Sulci
- Tyndaris
- Cap Ecnome
- Adys
- Tunis
- 1re Panormus
- 2e Panormus
- Lilybée
- Drépane
- Phintias
- Drépane
- Mont Héricté
- 1re Mont Eryx
- 2e Mont Eryx
- Îles Égades

La bataille de Drépane (ou Drepanum) est une bataille navale qui a lieu en 249 av. J.-C., lors de la première guerre punique, au large de Drépane (aujourd'hui Trapani) à l'ouest de la Sicile, entre une flotte carthaginoise commandée par l'amiral Adherbal et une flotte romaine dirigée par Publius Claudius Pulcher.
Le consul romain tente de bloquer la forteresse carthaginoise de Lilybée (aujourd'hui Marsala), mais sans réel succès, celle-ci étant toujours ravitaillée par voie maritime grâce aux connaissances locales d'Hannibal le Rhodien sur les hauts-fonds du secteur. Pour arrêter ce ravitaillement, Publius Claudius Pulcher décide d'attaquer la flotte carthaginoise  qui se trouve dans le port de la ville voisine de Drépane.
La marine romaine s'avance vers son objectif, de nuit pour mener une attaque surprise, mais se disperse dans l'obscurité. Voyant la flotte romaine désorganisée à l'aube, l'amiral Adherbal, le commandant carthaginois, mène ses cent à cent-trente navires en mer avant qu'ils ne soient piégés dans le port, et gagne ainsi l'espace marin pour manœuvrer. Les cent-vingt navires romains, ou deux-cents selon certaines sources, se retrouvent bloqués contre le rivage et, après une journée de combats, sont lourdement vaincus par les navires carthaginois plus maniables, leurs équipages étant aussi bien entraînés.
Il s'agit de la plus grande victoire navale des Carthaginois lors de cette guerre, qui chassent pratiquement les Romains de la mer. Sept années seront nécessaires pour que Rome tente à nouveau d'aligner une marine substantielle (bataille des îles Égades), tandis que Carthage met la plupart de ses navires en réserve pour économiser de l'argent et libérer de la main-d'œuvre.

## Contexte

Territoires romain et carthaginois lors du déclenchement de la première guerre punique en 264 av. J.-C.

En 264 av. J.-C., Carthage et Rome entrent en guerre, déclenchant la première guerre punique. Carthage est une puissance maritime bien établie en Méditerranée occidentale et Rome a récemment unifié l'Italie continentale au sud du fleuve Arno sous son contrôle. L'expansion de Rome dans le sud de l'Italie a probablement rendu inévitable son affrontement avec Carthage avec comme prétexte la Sicile. La cause immédiate de la guerre est la question du contrôle de la ville sicilienne de Messana (aujourd'hui Messine).
Jusqu'en 241 av. J.-C., la guerre connaît de nombreux changements de fortune. Le conflit se transforme en une lutte dans laquelle les Romains tentent de vaincre les Carthaginois de manière décisive et, au minimum, de contrôler l'ensemble de la Sicile. Les Carthaginois s'engagent dans leur politique traditionnelle consistant à attendre que leurs adversaires s'épuisent, dans l'espoir de récupérer ensuite tout ou partie de leurs possessions et de négocier un traité de paix mutuellement satisfaisant. En 260 av. J.-C., les Romains commencent à construire une grande flotte et, au cours des dix années suivantes, vainquent les Carthaginois dans une succession de batailles navales. Les Romains prennent également lentement le contrôle de la majeure partie de la Sicile, notamment des principales villes d'Akragas (aujourd'hui Agrigente) prise en 262 av. J.-C. et Panormus (aujourd'hui Palerme) en 254 av. J.-C..
| Carte montrant les positions romaines, puniques et syracusaines en Sicile entre 264 av. J.-C. et 262 av. J.-C.. |
| Situation en Sicile entre 264 av. J.-C. et 262 av. J.-C..                                                       |

| Carte montrant les positions romaines, puniques et syracusaines en Sicile entre 261 av. J.-C. et 259 av. J.-C.. |
| Situation en Sicile entre 261 av. J.-C. et 259 av. J.-C..                                                       |

| Carte montrant les positions romaines, puniques et syracusaines en Sicile entre 258 av. J.-C. et 256 av. J.-C.. |
| Situation en Sicile entre 258 av. J.-C. et 256 av. J.-C..                                                       |

| Carte montrant les positions romaines, puniques et syracusaines en Sicile entre 253 av. J.-C. et 251 av. J.-C.. |
| Situation en Sicile entre 253 av. J.-C. et 251 av. J.-C..                                                       |

## Forces en présence

Représentation de la position des rameurs des trois rangs différents dans une trirème grecque.

Pendant cette guerre, le navire de guerre standard est la quinquérème. Celle-ci est une galère d'environ 35 à 45 m de longueur sur 5 m de largeur au niveau de l'eau, avec son pont surélevé de 3 m au-dessus de la mer,. L'expert des galères, John F. Coates, suggère qu'elles pouvaient maintenir 7 nœuds (soit 13 km/h) pendant de longues périodes.
Les navires sont construits comme l'équivalent maritime des cataphractes ou des navires « protégés » — c'est-à-dire entièrement pontés — afin d'être mieux en mesure de transporter des marins et des catapultes,. Ils possèdent une « boîte à rames » séparée attachée à la coque principale qui contient les rameurs. Ces caractéristiques ont permis de renforcer la coque, d'augmenter la capacité de charge et d'améliorer les conditions de travail pour les rameurs. La théorie généralement acceptée concernant la disposition des rameurs sur les quinquérèmes est qu'il y aurait des ensembles — ou files — de trois rames, l'une au-dessus de l'autre, avec deux rameurs sur chacune des deux rames les plus hautes et un sur la basse, pour un total de cinq rameurs par file. Ceci étant répété sur les vingt-huit files de chaque côté, soit 168 rames au total.
La quinquérème est le « cheval de bataille » des flottes romaines et carthaginoises tout au long des guerres puniques, bien que les hexarèmes (six rameurs par banc), les quadrirèmes (quatre rameurs par banc) et les trirèmes (trois rameurs par banc) soient également parfois mentionnées. Ce type de navire est si omniprésent que Polybe l'utilise comme raccourci pour « navire de guerre » en général. Une quinquérème comprend un équipage de trois cents personnes, dont 280 rameurs et vingt membres d'équipage de pont et d'officiers, elle transporte normalement également un effectif de quarante fantassins et, si la bataille est considérée comme imminente, ce nombre est augmenté jusqu'à cent-vingt ,.
Amener les rameurs à ramer à l'unisson, ainsi qu'à exécuter des manœuvres de combat plus complexes, nécessite un entraînement long et ardu. Au moins la moitié des rameurs doivent avoir un minimum d'expérience pour que le navire soit manœuvré efficacement. Tous les navires de guerre sont équipés d'un éperon, un triple ensemble de pales en bronze de soixante centimètres de largeur pesant jusqu'à 270 kg positionnées au niveau de la ligne de flottaison,. Les éperons sont fabriqués individuellement par la méthode de la cire perdue pour s'adapter de manière inamovible à la proue d'une galère et fixés avec des pointes de bronze,.

### Marine carthaginoise

Reconstitution en perspective axonométrique de la poupe d'une quinquérème punique. Les mâts et les voiles ne sont pas dessinés.

Reconstitution en perspective axonométrique de la proue d'une quinquérème punique. Les mâts et les voiles ne sont pas dessinés.

La marine carthaginoise a acquis une « célébrité » pour l'époque. Elle se compose principalement de trirèmes emmenant deux-cents marins et de quinquérèmes comportant trois-cents marins. La voile est utilisée pendant les traversées afin de ne pas épuiser les rameurs. Les gros navires sont utilisés en priorité. D'après Polybe, les navires puniques semblent plus rapides et plus agiles que leurs homologues romains. Les navires carthaginois possèdent deux rames-gouvernails et deux timoniers.
Un bois léger, du pin, est utilisé pour la construction. L'assemblage est assuré par les charpentiers. Les navires sont construits en mode préfabriqué, c'est-à-dire en préparant des pièces à la chaîne et en les numérotant par un mot ou une lettre. Le « W » ou le « WW » désigne le ou les clous et « BHR » la quille d'après W. Johnstone. L'ordre d'assemblage est le suivant : la quille et les membrures sont assemblées, puis les ouvriers assemblent les planches de la coque (appelées virures) avec les clous et les chevilles.
La disposition lors des batailles est la même que lors des batailles terrestres, à savoir que les escadres se divisent en un centre et deux ailes. Les amiraux ont le choix entre deux tactiques : soit envelopper une aile, soit séparer une aile de son centre. L'attaque des navires adverses peut se faire de deux manières différentes en utilisant au choix l'artillerie, qui cause des dégâts dans la coque et sur le pont du navire ennemi, ou l'éperonnage en heurtant un navire sur son flanc sous la ligne de flottaison. Les capitaines carthaginois privilégient le recours au diecplus, qui consiste à briser les rames de l'adversaire puis à l'éperonner.
Les marins puniques pratiquent peu l'abordage, sauf s'ils y sont contraints. Des fantassins sont parfois sur les navires afin d'être débarqués en territoire ennemi pour y faire des ravages et des pillages, avant d'être rembarqués.
Drépane est une base navale pour les Carthaginois au commencement de la première guerre punique, mais la plus importante reste Héracléa Minoa. Heircté complète probablement le dispositif naval.

### Marine romaine

Les socii navales de Rome lors du commencement de la première guerre punique en 264 av. J.-C..

Pour la période de la première guerre punique, nous connaissons moins la marine romaine que son homologue punique, principalement en raison du peu de découvertes de galères romaines de cette époque par les archéologues.
En 261 av. J.-C., les Romains entreprennent de construire une flotte : trois versions de cet évènement sont proposées. Pour la première, une quinquérème carthaginoise naufragée aurait été utilisée comme modèle. Cependant, en tant que constructeurs navals novices, les Romains construisent des copies plus lourdes que les navires carthaginois, donc plus lentes et moins maniables,. La deuxième version est que les socii navales auraient prêté à Rome les architectes, les charpentiers et les premiers pilotes des navires. Les Romains auraient également fait à terre leurs premiers entraînements au maniement coordonné des rames.
La troisième version, privilégiée par Yann Le Bohec, est que Rome, après la prise de Tarente en 272 av. J.-C., doit défendre six mille kilomètres de littoral, et que la gestion de la piraterie, des ports, de la pêche et du commerce nécessite déjà de disposer d'une flotte de guerre. La création d'un duovirat appelé duouiri navales apparaît d'ailleurs dès 311 av. J.-C. et en 267 av. J.-C., la flotte passe sous commandement d'une nouvelle magistrature dénommée les quæstores classici ou questeurs de flotte, qui agissent comme des amiraux. Les socii navales que sont Locres, Néapolis, Tarente et Vélie fournissent des navires dès 264 av. J.-C., puis Syracuse rejoint le mouvement à partir de 261 av. J.-C.. Dès le début de la guerre, la composante romaine est majoritaire dans la direction des opérations et dans l'encadrement. Les chantiers navals construisent vingt trirèmes et cent quinquérèmes.
Les historiens pensent donc que les escadres romaines sont comparables aux escadres puniques pour cette époque. Les trirèmes et les quinquérèmes sont majoritairement utilisées. Elles comportent trois-cents rameurs et cent-vingt soldats, principalement fournis par les socii navales de Rome et parfois complétés par les légionnaires romains ; les trirèmes comportent cent-soixante-dix rameurs. La tactique navale des Romains à cette époque reste rudimentaire et leurs navires restent moins maniables que ceux des Carthaginois.
Pour contrer la supériorité carthaginoise, les Romains introduisent le corvus, un pont de 1,2 m de large et 11 m de longueur, avec une lourde pointe sur le dessous, qui est conçue pour percer le pont d'un navire ennemi et s’y ancrer. Ce pont d'assaut coulissant se situe à la proue du navire et est actionné par une poulie. Cette invention peut également endommager le gréement des navires adverses et permettre aux légionnaires romains embarqués de monter à bord des navires ennemis et de les capturer, plutôt que d'employer la tactique traditionnelle de l'éperonnage. Ce système est abandonné après la première guerre punique car dangereux pour son propre équipage par mauvais temps, en raison de la surcharge de la proue qui diminue la maniabilité du navire,,,. En 255 av. J.-C., la flotte romaine est dévastée par une tempête en revenant d'Afrique, avec 384 navires coulés sur un total de 464 et 100 000 hommes perdus,. Il est possible que la présence du corvus ait rendu les navires romains instables pour la navigation, il n'y a aucune trace de leur utilisation après cette catastrophe.
| Schéma montrant le plan global du système d'abordage corbeau sur un navire romain. |
| Schéma du corbeau ou corvus.                                                       |

| Trois schémas montrant l'abordage d'un navire punique par l'intermédiaire d'un corbeau romain. |
| Fonctionnement du corvus.                                                                      |

| Schéma montrant une hypothèse de restitution proposée par Lionel Casson concernant le corvus. |
| Proposition de restitution du système d'abordage corvus par Lionel Casson.                    |

## Bataille

### Début de la guerre
Avec l'utilisation du corvus par les Romains, les Carthaginois sont vaincus dans plusieurs batailles navales, à Mylae (260 av. J.-C.), Sulci (257 av. J.-C.), Ecnome (256 av. J.-C.) et du cap Hermaeum (255 av. J.-C.). Au cours des années 252 av. J.-C.-251 av. J.-C., l'armée romaine évite la bataille car, selon Polybe, elle craint les éléphants de guerre que les Carthaginois ont expédiés en Sicile,. En 250 av. J.-C., les Carthaginois tentent de reprendre Panormus, mais sont vaincus, perdant la plupart de leurs éléphants.

### Avant la bataille
Encouragés par leur victoire à Panormus, les Romains marchent contre Lilybée qui est la principale base carthaginoise en Sicile. Une grande armée commandée par les consuls de l'année Publius Claudius Pulcher et Lucius Iunius Pullus assiège la ville. La flotte romaine est reconstruite et 200 (Polybe, Paul Orose) ou 240 navires (Diodore de Sicile) bloquent le port. Au début du blocus, cinquante quinquérèmes carthaginoises se sont rassemblées au large des Îles Égades, qui se trouvent entre quinze et quarante kilomètres à l'ouest de la Sicile. Après l'attente d'un fort vent d'ouest, la flotte punique — commandée par Hannibal le Rhodien selon Polybe ou Hannon selon Jean Zonaras — navigue vers Lilybée avant que les Romains ne puissent réagir,. Grâce à la connaissance des hauts-fonds du secteur par ce commandant carthaginois et par sa vitesse, les Romains ne peuvent intervenir même de jour. Ainsi, la garnison carthaginoise reste approvisionnée par des forceurs de blocus. Ce sont des quinquérèmes légères et maniables avec des équipages hautement qualifiés et des pilotes qui connaissent les hauts-fonds et les courants de ces eaux difficiles. La flotte punique parvient à rallier le port de Lilybée, peut décharger des renforts — entre quatre mille et dix mille hommes selon différentes sources anciennes — et une grande quantité de ravitaillement. La marine punique échappe à nouveau aux Romains en partant la nuit, évacuant la cavalerie carthaginoise. Hannibal le Rhodien ou Hannon finit par être capturé par les Romains grâce à une tétrère prise aux Carthaginois.
Les Romains bouclent l'approche par voie terrestre à Lilybée avec des camps et des murs en terre et en bois. Ils font des tentatives répétées pour bloquer l'entrée du port avec un barrage de bois lourd mais, en raison des conditions de mer dominantes, ils échouent. L'échec du siège parvient à Rome et le découragement aboutit à l'intervention d'un sénateur qui, évoquant des discussions de paix, est arrêté puis exécuté.
En 250 av. J.-C., dix mille rameurs supplémentaires sont affectés à la flotte romaine et envoyés en Sicile. Publius Claudius Pulcher, le consul principal, soutenu par un conseil de guerre, pense que cela lui donne un avantage suffisant pour risquer une attaque contre la flotte carthaginoise à Drépane, à vingt-cinq kilomètres au nord de Lilybée, le long de la côte ouest de la Sicile,. La prise de Drépane, « avant-poste important » pour Lilybée, permettrait aux Romains de changer le cours du siège.
Une partie de la flotte romaine étant repartie avec l'autre consul Lucius Iunius Pullus, Claudius Pulcher ne dispose que d'environ cent vingt navires pour attaquer le port de Drépane. Christophe Burgen évoque une flotte de deux cent vingt navires. La flotte romaine navigue par une nuit sans lune pour éviter d'être détectée et s'assurer l'effet de surprise,.
Les Romains ont pour tradition de s'assurer de la fortune probable d'une entreprise militaire en observant les actions des poulets sacrés sur le navire amiral avant les batailles navales et également avant les batailles terrestres. Au petit matin, on leur offre du grain : s'ils le mangent, les présages sont bons, s'ils refusent de manger, l'action sera malheureuse. Lorsque la cérémonie a lieu en pleine mer sur le chemin de Drépane, les poulets refusent de manger et de sortir de leur cage, peut-être en raison du mal de mer. Furieux et considéré comme impie, le consul romain les jette par-dessus bord, s'exclamant que s'ils n'ont pas faim, alors peut-être qu'ils ont soif. Polybe ne mentionne pas cet évènement (au contraire de Diodore de Sicile dont la source est probablement issue de Philinos d'Agrigente), ce qui amène des historiens modernes à douter de la véracité de l'anecdote,. T. P. Wiseman, professeur à l'université d'Exeter, pense même que tout l'épisode est une invention d'un annaliste hostile pour nuire à la réputation des Claudii.

### Mouvements et affrontement

Carte des positions et des mouvements pendant la bataille.

Les circonstances de la bataille de Drépane sont analogues à celles de la bataille de Myonnésos qui oppose les armées d'Antiochos III et les Romains en 190 av. J.-C..
À l'aube, les Romains sont proches de Drépane mais rencontrent des difficultés. Dans l'obscurité, il s'est avéré difficile de rester à son poste,. Cette situation s'est amplifiée en raison de l'incorporation récente des 10 000 nouveaux rameurs, qui ne sont ni formés ni expérimentés pour travailler avec les équipages existants. À l'arrivée, les navires romains se trouvent répartis en une longue ligne désorganisée. Le navire amiral de Publius Claudius Pulcher se situe vers l'arrière, peut-être pour qu'il puisse décourager la dispersion,.
Le commandant carthaginois, Adherbal, est pris complètement par surprise lorsque ses guetteurs signalent l'approche des Romains. Il rappelle les mercenaires au service des Carthaginois et demande que la flotte se prépare. La flotte romaine se compose de plus de cent vingt navires ; certaines sources en donnent jusqu'à 200,. Les Carthaginois ont entre cent et cent trente navires,. Tous les navires de guerre, des deux camps, transportent des effectifs complets de marins,.
Les navires romains les plus avancés atteignent l'embouchure du port et sont en mesure de tenter de le bloquer. Cependant, Publius Claudius Pulcher, voyant que la surprise est perdue, leur ordonne de se replier et de se concentrer en formation de combat. Cet ordre met un certain temps à se transmettre et conduit certains navires à y répondre et à se tourner vers d'autres qui continuent à avancer et ainsi à gêner la manœuvre. Les marins romains sont encore peu expérimentés, ce qui amène plusieurs navires à entrer en collision ou à détruire les rames des navires amis. Pendant ce temps, Adherbal mène sa flotte devant l'avant-garde romaine confuse et met le cap vers l'ouest, passant entre la ville et deux petites îles pour atteindre le large. Les Carthaginois peuvent alors commencer à manœuvrer et se dirigent vers le sud, formant une ligne de bataille parallèle aux Romains. Les Carthaginois réussissent à placer cinq navires au sud du vaisseau amiral de Publius Claudius Pulcher, dont la marine est repoussée vers le rivage, et ainsi à couper sa ligne de retraite vers Lilybée.
Les Romains, quant à eux, forment en ligne face à l'ouest, avec le rivage derrière eux, ce qui les empêche d'être débordés,,. Les Carthaginois passent à l'attaque et la faiblesse des dispositions tactiques de Publius Claudius Pulcher devient apparente,,. Les navires carthaginois sont plus légers et plus maniables, et leurs équipages sont également plus expérimentés et habitués à travailler ensemble,,. Lors de cette bataille, les Romains n'ont plus le corvus pour transformer le combat de manœuvre maritime en combat d'abordage,,. Il est fort probable que les Carthaginois soient en infériorité numérique,,. Cependant, les Carthaginois ont un avantage : si un navire rencontre des difficultés, il peut inverser ses rames et se replier ; si le vaisseau romain suit, il expose ses deux flancs,,. Les Romains, avec le rivage derrière eux, n'ont pas un tel avantage et ils tentent de rester en formation serrée pour se protéger mutuellement,,. La bataille est acharnée et dure toute la journée,,. Elle reste indécise dans un premier temps.
La qualité des légionnaires servant de marins romains et leur formation serrée rendent l'embarquement difficile,,. Mais les Carthaginois contrent facilement les Romains, en enlevant les navires exposés à l'éperonnage et gagnant progressivement de plus en plus d'avantages,,. Les navires carthaginois sont également plus maniables que ceux de leurs adversaires. Finalement, la discipline romaine se fissure : plusieurs navires s'échouent intentionnellement sur le sable afin que leurs équipages puissent fuir alors que d'autres n'arrivent qu'à « se briser sur les falaises », et le consul parvient à faire fuir trente navires romains, les seuls à avoir survécu à la bataille,,. Pour s'échapper, ces navires virent à bâbord, puis poursuivent vers le sud.
Le résultat est une défaite romaine totale, avec 93 de leurs navires capturés, un nombre inconnu ayant coulé et vingt mille hommes tués ou capturés. Selon Diodore, les Carthaginois perdent dix navires. La défaite est due à Claudius Pulcher qui craint les renforts puniques et à « la mauvaise qualité des équipages ». C'est la plus grande victoire navale de Carthage pendant la première guerre punique.

## Conséquences

Situation en Sicile entre 248 av. J.-C. et 241 av. J.-C..

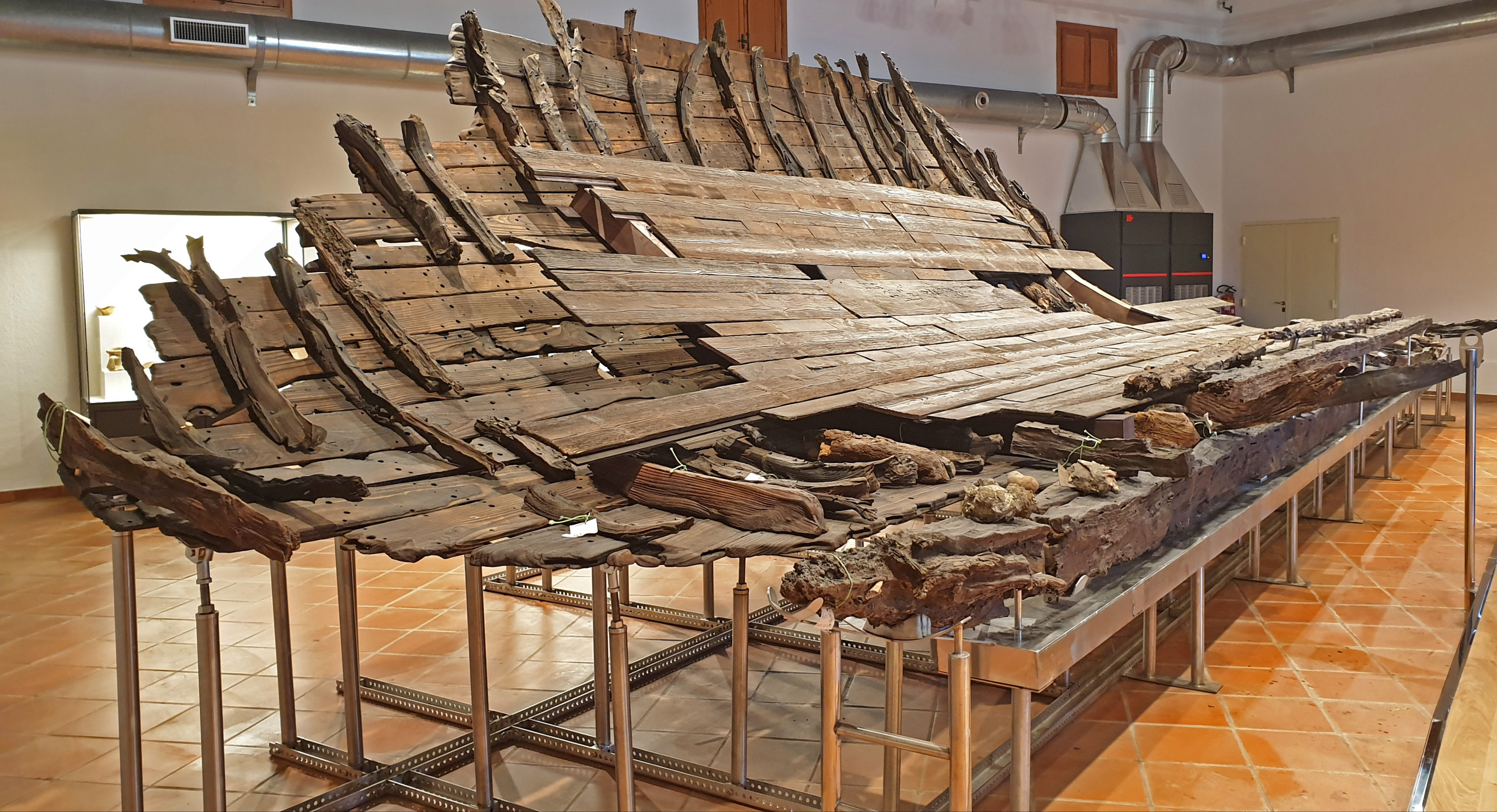
Épave d'un navire romain retrouvée sur la côte de Trapani.

Les navires romains qui fuient, dont le nombre est estimé entre trente et soixante, ne sont pas interceptés par d'autres éléments de la flotte carthaginoise car les Puniques ont peu de ports dans ce secteur et quelques jours sont nécessaires pour informer les différentes garnisons de la côte méridionale de la victoire punique. À l'exception de Drépane, les autres ports puniques dans la partie occidentale de la Sicile sont Héracléa Minoa, Heircté et les Îles Égades.
Peu de temps après la bataille, Adherbal, très populaire à Carthage, est renforcé par Carthalon avec 70 navires qui devaient attendre probablement un vent favorable pour rejoindre Drépane depuis les îles Égades. Adherbal passe alors le commandement de cent navires à Carthalon, qui est envoyé pour attaquer la flotte romaine qui assiège Lilybée, Carthalon parvient à détruire ou à brûler plusieurs navires romains et à en capturer cinq. Une autre flotte commandée par le triérarque Hannibal attaque le dépôt romain de Panormus, sans rencontrer de résistance, et en rapporte le contenu à Lilybée,. Un peu plus tard, Carthalon harcèle un convoi de ravitaillement romain de huit cents transports escorté par cent vingt navires de guerre et commandé par Lucius Iunius Pullus, dont l'objectif est de ravitailler l'armée romaine assiégeant Lilybée,. Peu après, une tempête coule presque tous les navires romains au Cape Pachynus, sauf deux,.
Le consul Publius Claudius Pulcher s'enfuit en se frayant un chemin vers le sud à travers les navires ennemis. Une fois hors de vue de la flotte punique, il refuse de repartir vers le nord en contournant Drépane pour rejoindre le port romain de Panormus, préférant rejoindre l'armée romaine qui continue le siège à Lilybée. Probablement le lendemain, il quitte Lilybée et rejoint Messine avec les navires rescapés de la flotte qui a attaqué Drépane. Il ordonne que les vingt navires qu'il a ramenés (sur les 30 de retour de Drépane) qui ont survécu à la bataille soient décorés comme s'ils revenaient d'une victoire. À son retour à Rome, il annonce la défaite romaine et le Sénat lui ordonne de nommer un dictateur. Il choisit un client de sa famille, Marcus Claudius Glicia, « scribe public », mais ce choix est annulé par le Sénat et il est remplacé par Aulus Atilius Calatinus.
Il doit faire face à des accusations de trahison. Il est reconnu coupable d'une faute moindre — sacrilège lors de l'incident du poulet — et échappe de peu à la condamnation à mort du fait d'une « pluie violente » et est exilé. La sœur du consul, Claudia, devient célèbre lorsque, bloquée dans une rue par des plébéiens, elle souhaite à haute voix que son frère perde une autre bataille afin que la foule s'écarte pour la laisser passer. Accusée par les édiles de manque de respect envers la dignitas, elle doit payer une amende de 25 000 as. Le vaincu meurt peu après, par suicide ou de maladie.
Les Carthaginois exploitent ensuite leur victoire en attaquant, sans résultat, les côtes de l'Italie romaine en 248 av. J.-C.. L'absence de flottes romaines a ensuite conduit Carthage à mettre progressivement hors service sa marine en 244 av. J.-C., réduisant ainsi la dépense financière liée à la construction, à l'entretien et à la réparation des navires, ainsi qu'à la fourniture et à l'approvisionnement de leurs équipages. Les Carthaginois retirent la plupart de leurs navires de guerre de Sicile et la guerre entre dans une période d'impasse. Il faut attendre sept années après Drépane pour que Rome tente de construire une autre flotte substantielle en prenant comme modèle la rapide quinquérème capturée sur Hannibal le Rhodien à Lilybée,,.

## Suites
Les Romains commandés par Caius Lutatius Catulus parviennent à s'emparer du port de Drépane en 241 av. J.-C. après la défaite punique à la bataille des îles Égades. La guerre se termine finalement cette même année sur la victoire de Rome et une paix négociée. Désormais, Rome est la première puissance militaire de la Méditerranée occidentale et de plus en plus de la Méditerranée dans son ensemble. Au cours de ce conflit, les Romains ont construit plus de mille galères et cette expérience de construction navale, de recrutement d'équipages, de formation à la mer, de renouvellement et d'entretien d'un grand nombre de navires jette les bases de la domination maritime de Rome pendant six siècles.

## Historiographie et archéologie

### Polybe
La principale source de presque tous les aspects de la première guerre punique est l'historien Polybe, un Grec de Mégalopolis envoyé à Rome en 167 av. J.-C. comme otage,. Ses travaux comprennent un manuel maintenant perdu sur les tactiques militaires, mais il est connu aujourd'hui pour ses Histoires, écrites quelque temps après 146 av. J.-C., soit environ un siècle après la bataille de Drépane,. L’œuvre de Polybe est considérée comme largement objective et neutre entre les points de vue carthaginois et romains,.
Les sources écrites carthaginoises sont détruites avec leur capitale, Carthage, en 146 av. J.-C. mais le récit de Polybe concernant la première guerre punique reste basé sur plusieurs sources grecques et latines, maintenant perdues. Polybe est un historien analytique et, dans la mesure du possible, il interroge personnellement les participants aux événements sur lesquels il écrit,. Seul le premier des quarante livres des Histoires traite de la première guerre punique. L'exactitude du récit de Polybe est largement débattue au cours des 150 dernières années, mais le consensus moderne est de l'accepter en grande partie au pied de la lettre, et les détails de la bataille dans les sources modernes sont presque entièrement fondés sur les interprétations du récit de Polybe,,. L'historien moderne Andrew Curry considère que « Polybe s'avère assez fiable » ; tandis que Dexter Hoyos le décrit comme un « historien remarquablement bien informé, industrieux et perspicace ». Il existe d'autres récits plus tardifs sur cette guerre mais sous une forme fragmentaire ou résumée,, et ils couvrent généralement les opérations militaires sur terre plus en détail que celles en mer. Les historiens modernes prennent également généralement en compte les historiens ultérieurs que sont Diodore de Sicile et Dion Cassius, bien qu'Adrian Goldsworthy déclare que « le récit de Polybe doit généralement être préféré lorsqu'il diffère de l'un de nos autres récits ».

### Autres auteurs classiques
Philinos d'Agrigente, historien de Grande-Grèce du IIIe siècle av. J.-C., indique l'ampleur des pertes romaines (117 navires et 20 000 soldats) tout en minorant les pertes puniques. Polybe l'accuse d'être procarthaginois dans ses propos, en majorant les pertes romaines et en minorant les pertes carthaginoises. Philinos d'Agrigente semble servir de source pour Diodore de Sicile. Selon V. La Bua, le récit de la bataille est issu des travaux de Fabius Pictor et Philinos.
Les livres de l'ouvrage de Tite-Live, Ab Urbe condita libri concernant la première guerre punique sont perdus et il n'en reste que de brefs résumés inspirés de Polybe et probablement de Philinos d'Agrigente.
Frontin, général et écrivain militaire romain du Ier siècle, évoque dans son livre II du Strategematon la fuite de Publius Claudius Pulcher ainsi que sa fausse parade des vingt navires survivants, comme si Rome avait gagné la bataille. Il n'évoque pas dans les détails la fuite du consul romain. Valère Maxime, historien et moraliste romain du même siècle, rencontre des difficultés à localiser la bataille et semble la confondre avec la bataille des îles Égades.
Januarius Nepotianus, écrivain et professeur romain entre les IIIe et Ve siècles, abréviateur de Valère Maxime, reprend en partie les erreurs de celui-ci sur la localisation de la bataille.
Paul Orose, historien et théologien romain de la fin du IVe et du début du Ve siècle, mentionne au livre IV de son Histoires contre les païens la fuite de Publius Claudius Pulcher.

### Archéologie

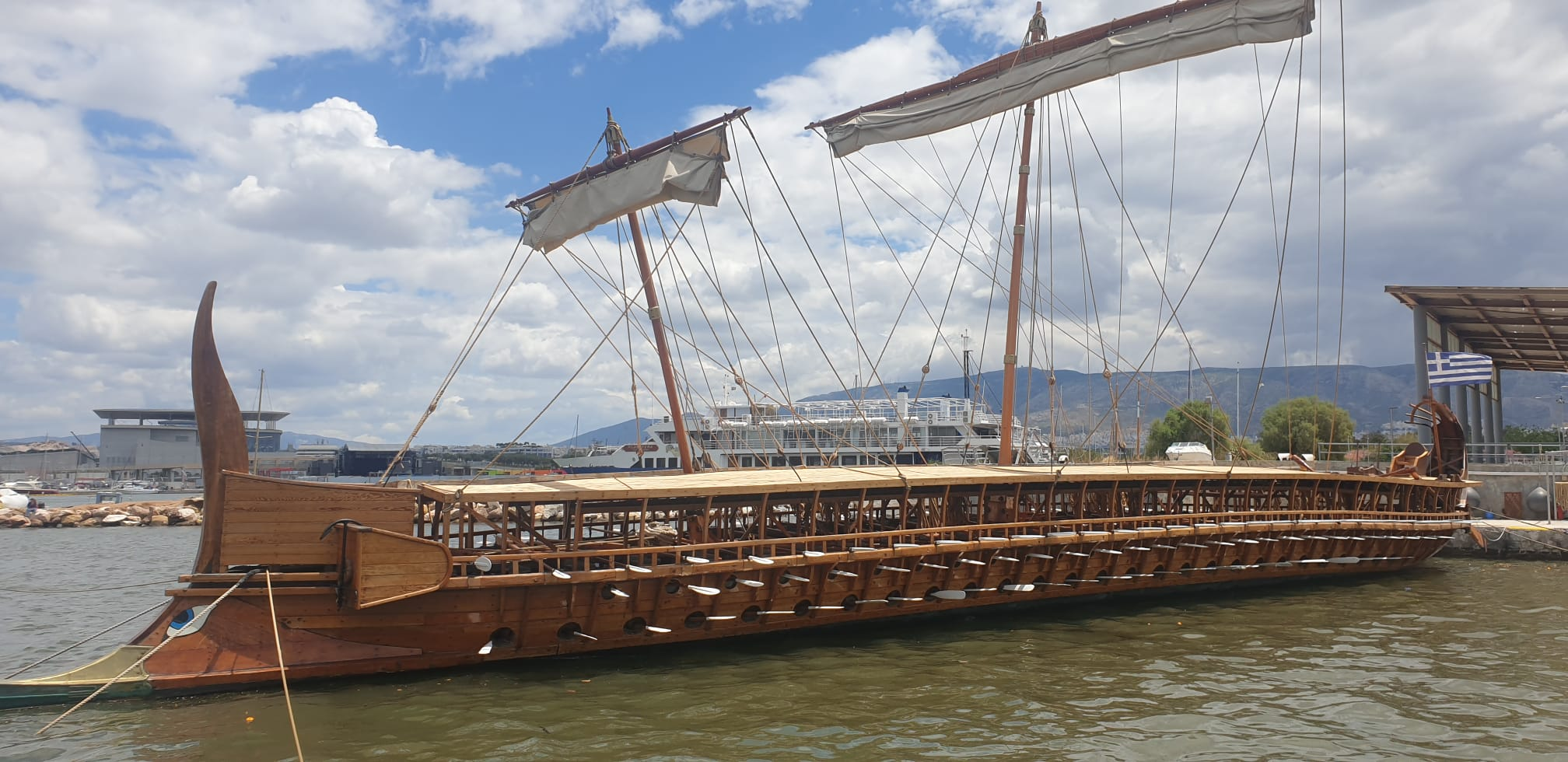
Reconstitution de la trière Olympias.

Les autres sources incluent des inscriptions, des découvertes archéologiques et des reconstitutions telles que la trirème Olympias. Depuis 2010, des artefacts sont récupérés sur le site voisin de la bataille des îles Égades, la dernière bataille de la guerre, livrée huit ans plus tard. Leur analyse et la récupération d'autres éléments sont encore en cours en 2019.

#### Ouvrages
- (en) Nigel Bagnall, The Punic Wars : Rome, Carthage and the Struggle for the Mediterranean, Londres, Pimlico, 1999, 362 p. (ISBN 978-0-7126-6608-4). .
- Christophe Burgeon, La première guerre punique ou la conquête romaine de la Sicile, Louvain-la-Neuve, Academia, 2017, 242 p. (ISBN 9782806103376, lire en ligne). .
- (en) Lionel Casson, Ships and Seamanship in the Ancient World, Baltimore, Johns Hopkins University Press, 1995, 596 p. (ISBN 978-0-8018-5130-8, lire en ligne). .
- (en) Adrian Goldsworthy, The Fall of Carthage : The Punic Wars 265–146 BC, Londres, Phoenix Books, 2006, 412 p. (ISBN 978-0-304-36642-2). .
- (en) Lisa Irene Hau, Moral History from Herodotus to Diodorus Siculus, Edinbourgh, Edinburgh University Press, 2016 (ISBN 978-1-4744-1107-3). .
- Arbia Hilali, Khaled Melliti, Ouiza Ait Amara, Mathilde Cazeaux, Giovanni Brizzi et Agnès Groslambert, Rome et Carthage : Ve-Ier siècle av. J.-C., Neuilly, Atlande, 2021, 382 p. (ISBN 9782350306636).
- (en) Dexter Hoyos, A Companion to the Punic WarsChichester, Chichester, John Wiley, 2015 (1re éd. 2011), 576 p. (ISBN 978-1-1190-2550-4, lire en ligne). .
- (en) John Francis Lazenby, The First Punic War : A Military History, Stanford, Stanford University Press, 1996 (ISBN 978-0-8047-2674-0). .
- Yann Le Bohec, Histoire militaire des guerres puniques : 264-146 av. J.-C., Monaco/Paris, Editions du Rocher, coll. « L'art de la guerre », 1996, 342 p. (ISBN 2-268-02147-5). .
- Yann Le Bohec, Histoire des guerres romaines : Milieu du VIIIe siècle av. J.-C.-410, Tallandier, coll. « L'art de la guerre », 2017, 610 p. (ISBN 979-10-210-2300-0). .
- (en) Fik Meijer, A History of Seafaring in the Classical World, Londres et Sydney, Croom and Helm, 1986, 248 p. (ISBN 978-0-7099-3565-0). .
- Khaled Melliti, Carthage : Histoire d'une métropole méditerranéenne, Perrin, coll. « Tempus », 2023, 768 p. .
- (en) Richard Miles, Carthage Must be Destroyed, Londres, Penguin, 2011 (ISBN 978-0-14-101809-6). .
- (en) William M. Murray, The Age of Titans : The Rise and Fall of the Great Hellenistic Navies, Oxford, Oxford University Press, 2011 (ISBN 978-0-19-993240-5). .
- Claude Nicolet, Rome et la conquête du monde méditerranéen 264–27 av. J.-C., Paris, PUF, coll. « Nouvelle Clio, l'Histoire et ses problèmes », 1978, 940 p. (ISBN 2-13-035850-0). .
- (en) Jeffrey G. Royal et Sebastiano Tusa, The Site of the Battle of the Aegates Islands at the End of the First Punic War : Fieldwork, Analyses and Perspectives, 2005–2015, Rome, L'Erma di Bretschneider, 2019 (ISBN 978-88-913-1835-0). .
- (en) F. W. Walbank, Polybius, vol. 1, Berkeley, University of California Press, 1990, 220 p. (ISBN 978-0-520-06981-7, lire en ligne). .
- (en) Herman Tammo Wallinga, The Boarding-Bridge of the Romans, Groningen, J.B. Wolters, 1956. .
- (en) Brian Herbert Warmington, Carthage, New York, Barnes & Noble, 1993 (1re éd. 1960), 280 p. (ISBN 978-1-56619-210-1). .
- (en) Timothy Peter Wiseman, Clio's cosmetics : three studies in Greco-Roman literature, Leicester, Leicester University Press, 1979, 232 p. (ISBN 978-0718511654). .

#### Articles
- (en) Andrew Curry, « The Weapon That Changed History », Archaeology, vol. 65, no 1,‎ 2012, p. 32-37 (JSTOR 41780760). .
- (en) Christoph F. Konrad, « After Drepana », The Classical Quarterly, vol. 65, no 1,‎ 2015, p. 192-203 (JSTOR 43905649). .
- Paul Pédech, « Sur les sources de Polybe : Polybe et Philinos », Revue des Études Anciennes, t. 54, nos 3-4,‎ 1952, p. 246-266 (lire en ligne, consulté le 5 mai 2023). .
- (en) Rowland James Heath Shutt, « Polybius: A Sketch », Greece & Rome, vol. 8, no 22,‎ 1938, p. 50-57 (JSTOR 642112). .
- (en) William Woodthorpe Tarn, « The Fleets of the First Punic War », The Journal of Hellenic Studies, vol. 27,‎ 1907, p. 48-60 (JSTOR 624404). .
- (en) George Kelly Tipps, « The Battle of Ecnomus », Historia: Zeitschrift für Alte Geschichte, vol. 34, no 4,‎ 1985, p. 432-465 (JSTOR 4435938). .
- (en) Sebastiano Tusa et Jeffrey Royal, « The Landscape of the Naval Battle at the Egadi Islands (241 B.C.) », Journal of Roman Archaeology, vol. 25,‎ 2012, p. 7-48 (lire en ligne, consulté le 20 mai 2023). .

#### Chapitres
- (en) John F. Coates, « The Naval Architecture and Oar Systems of Ancient Galleys », dans Robert Gardiner, Age of the Galley: Mediterranean Oared Vessels since Pre-Classical Times, Londres, Chrysalis, 2004 (ISBN 978-0-85177-955-3), p. 127-141. .
- (en) Boris Rankov, « A War of Phases: Strategies and Stalemates », dans Dexter Hoyos, A Companion to the Punic Wars, Oxford, Wiley-Blackwell, 2011 (ISBN 978-1-4051-7600-2), p. 149-166. .
- (en) Philip de Souza, « Naval Forces », dans Philip Sabin, Hans van Wees et Michael Whitby, The Cambridge History of Greek and Roman Warfare, vol. 1 : Greece, the Hellenistic World and the Rise of Rome, Cambridge, Cambridge University Press, 2008 (ISBN 978-0-521-85779-6), p. 357-367. .